# Reo Motor Car Company

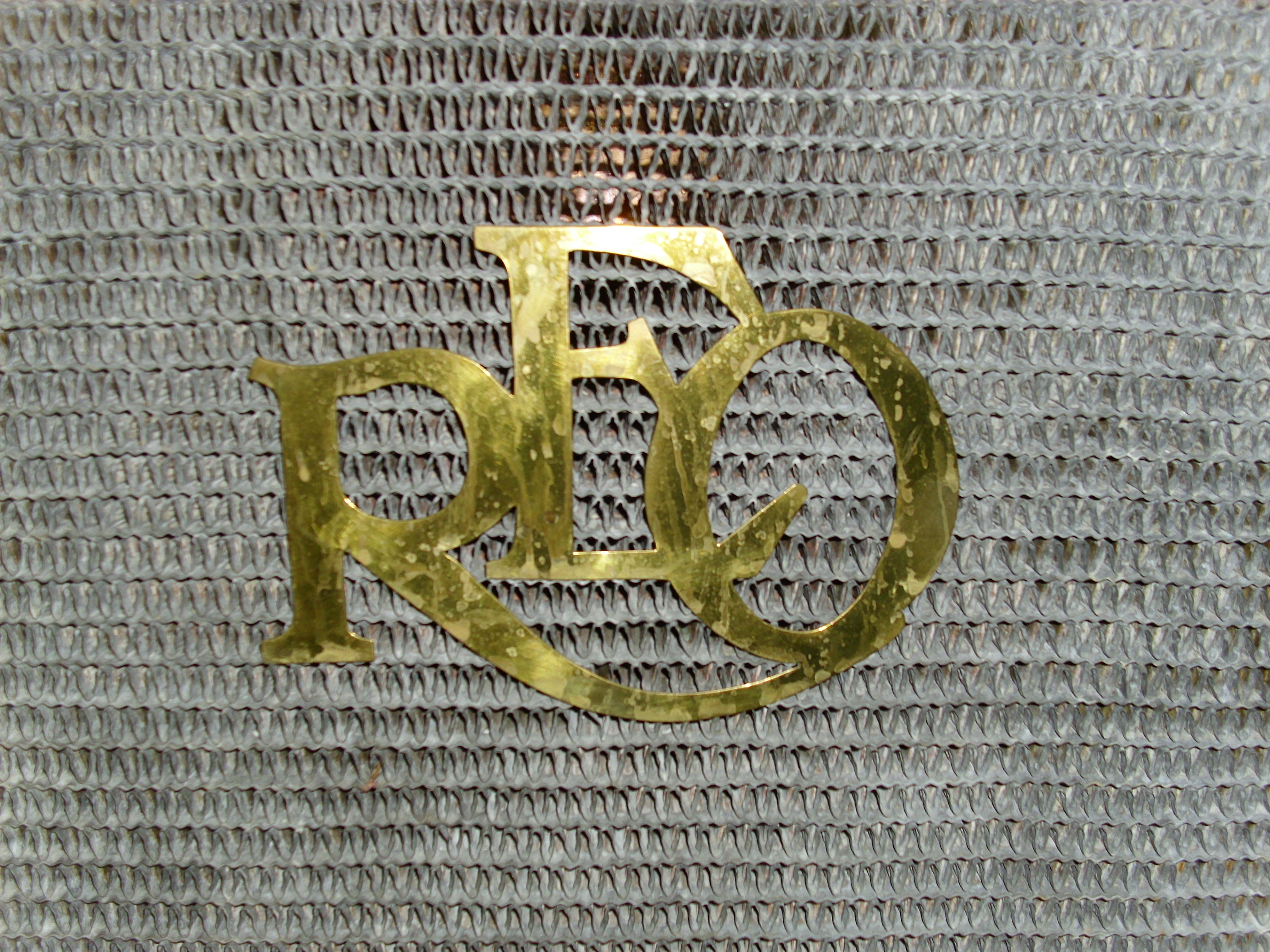
Emblem

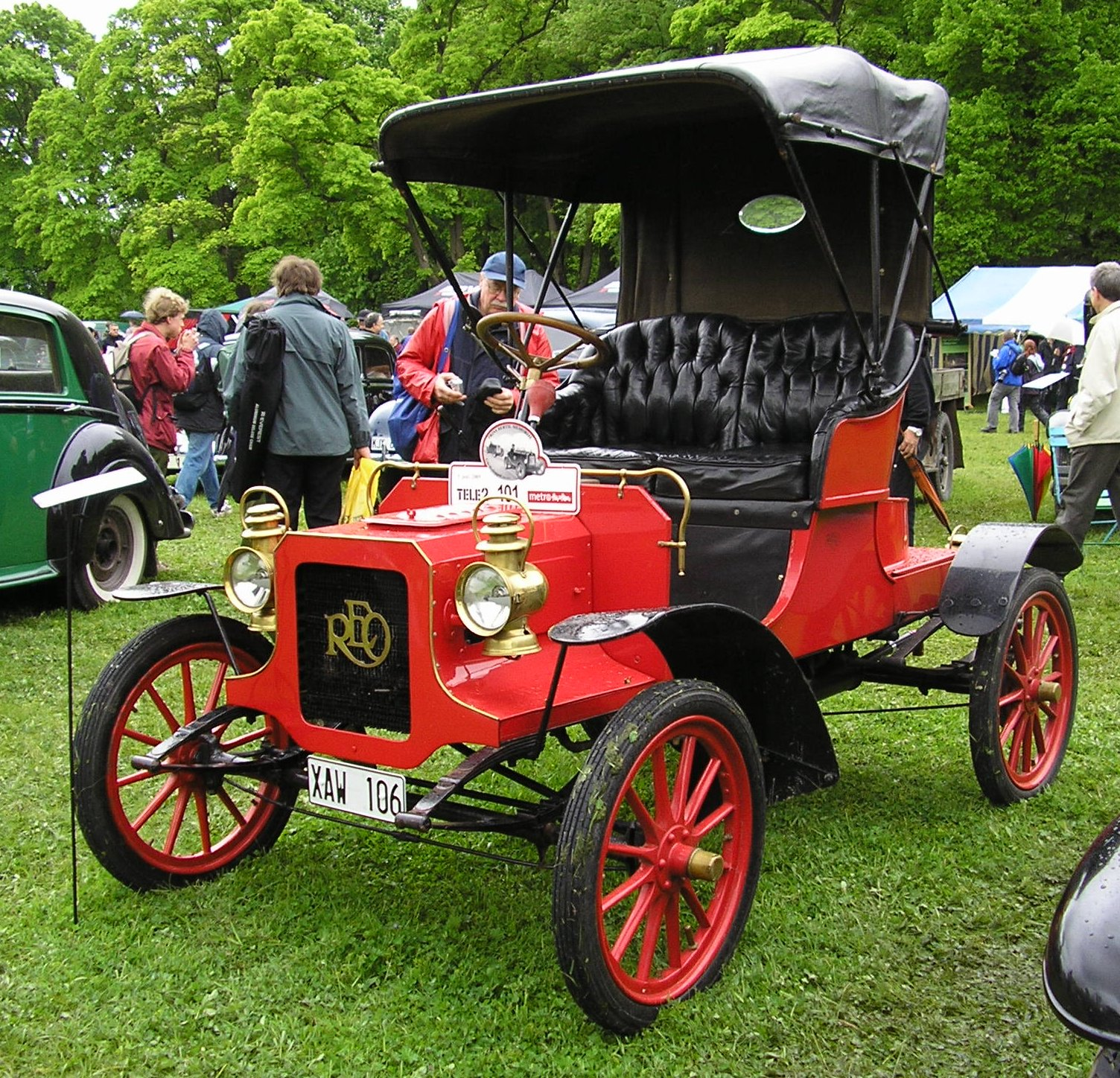
Reo Modell B Runabout (1906)

Die Reo Motor Car Company war ein US-amerikanischer Automobilhersteller, der in Lansing ansässig war. Von 1905 bis 1975 wurden dort Personen- und Lastkraftwagen gebaut. Kurzzeitig wurden auch Omnibusse produziert.

## Beschreibung
Reo wurde von Ransom Eli Olds im August 1904 gegründet. Olds besaß 52 % der Aktien und führte die Titel Präsident und Generaldirektor. Um die Versorgung mit Zulieferteilen sicherzustellen, gründete er eine Reihe von Tochterunternehmen, wie die National Coil Company, die Michigan Screw Company und die Atlas Drop Forge Company.
Anfangs firmierte die Gesellschaft als „R. E. Olds Motor Car Company“, aber die Eigentümer von Olds’ erstem Unternehmen, das damals unter der Firma „Olds Motor Works“ geführt wurde, legten Einspruch gegen den Namen ein und drohten mit rechtlichen Schritten, da sie eine Verwechslung der Namen durch die Kunden fürchteten. Olds änderte den Unternehmensnamen (Firma) dann auf seine Initialen. Die Olds Motor Works übernahmen bald den Namen ihrer Fahrzeuge, Oldsmobile. So gab es schließlich anstatt zwei Unternehmen mit der Firma „Olds“ gar keines mehr.
Die Firma wurde mal mit Großbuchstaben REO, mal nur mit großem Anfangsbuchstaben Reo geschrieben; die Unterlagen des Unternehmens geben in diesem Punkt kein einheitliches Bild ab. Frühe Werbeschriften enthalten den Namen in Großbuchstaben, spätere nur mit großem Anfangsbuchstaben. Gesprochen wurden sie aber immer in einem Wort, nie als Einzelbuchstaben, wie etwa beim Reo Speed Wagon. Enzyklopädien schreiben Reo als Markennamen.
Im mexikanischen Monterrey wurden von Planta Reo de México ab 1949 Reo-Lastwagen produziert, Das Unternehmen stellte 1963 seinen Betrieb ein.
In Lansing ist auch das R. E. Olds Transportation Museum beheimatet.

## Reo-Personenkraftwagen

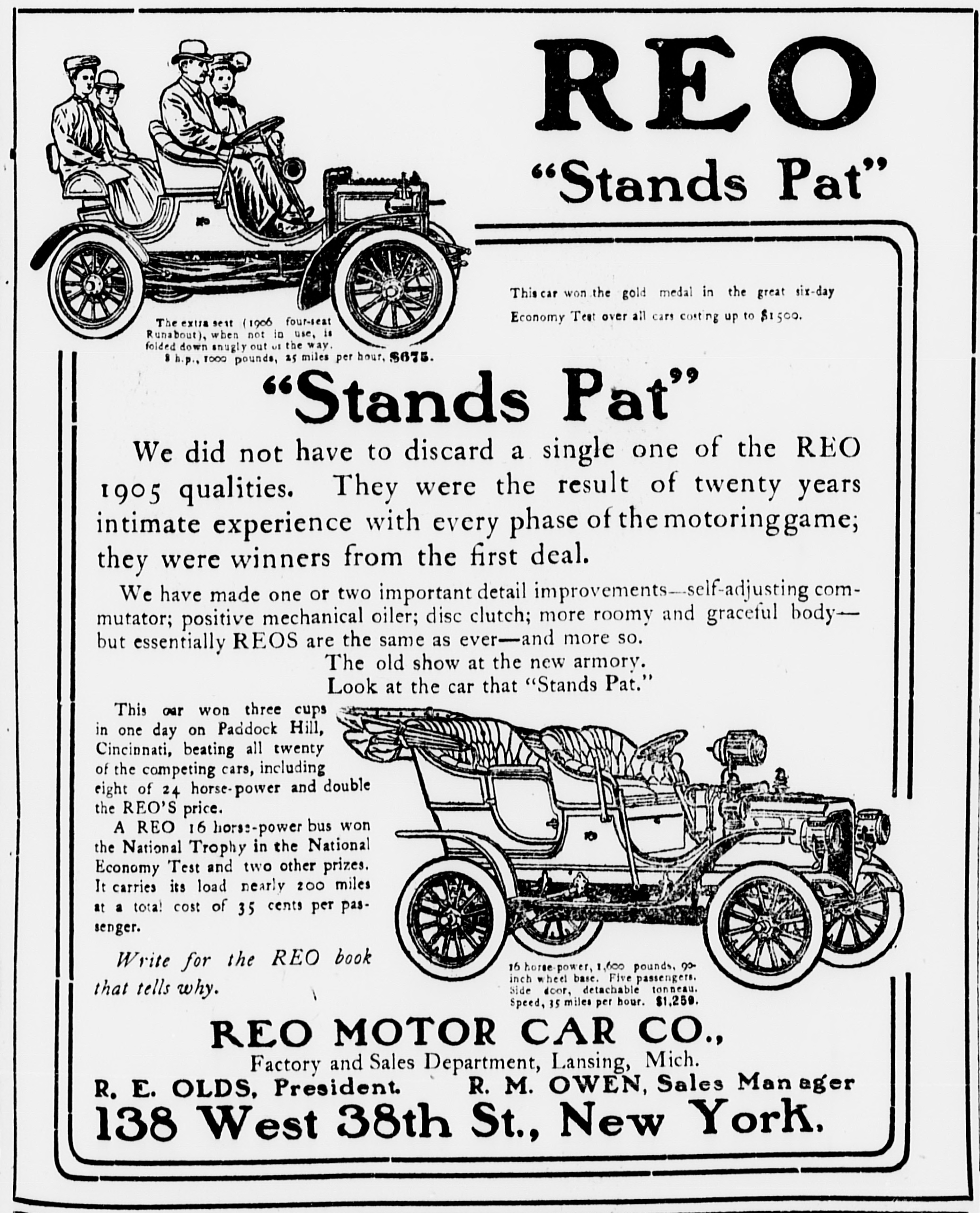
Reo-Werbeschrift (1906)

Im Jahre 1907 verkaufte Reo schon Güter im Wert von US-$ 4.500.000,-- und die Gesellschaft war einer der vier reichsten Automobilhersteller in den USA. Ab 1909 sank der Marktanteil jedoch, obwohl Olds bessere Autos konstruierte, weil die Konkurrenz, z. B. durch die Ford Motor Company oder die General Motors Corporation zunahm.
Reo eröffnete 1910 eine Lastkraftwagenabteilung und ein kanadisches Werk in St. Catharines. Zwei Jahre später behauptete Olds, er baue das bestmögliche Auto, einen Tourenwagen mit 2, 4 oder 5 Sitzplätzen, einem 30/35 hp – Motor, einem Radstand von 2.845 mm und 32″-Rädern für nur US-$ 1.055,-- (zuzüglich Windschutzscheibe und Benzintank, die US-$ 100,-- extra kosteten). Der Anlasser kostete 25 US$ extra. Im Vergleich dazu kosteten der Cole 30 und der Colt Runabout US-$ 1.500,--, der Kirk mit Seiteneinstieg US-$ 1.000,-- und das Großserienfahrzeug Oldsmobile Curved Dash US-$ 650,--. Der Western Gale Model A schlug mit US-$ 500,-- zu Buche und der Brush Runabout mit US-$ 485,--. Die Black fingen bei US-$ 375,-- an und die Success bei erstaunlich niedrigen US-$ 375,--.
1915 gab Olds den Titel des Generaldirektors an seinen Protégé Richard H. Scott ab und acht Jahre später gab er auch den Posten des Präsidenten ab und behielt nur den des Aufsichtsratsvorsitzenden.
Die wahrscheinlich bekannteste Reo-Episode war die Reise quer durch Kanada im Jahre 1912. Der Mechaniker und Fahrer Fonce V. Haney und der Journalist Thomas W. Wilby durchquerten das erste Mal Kanada von Halifax (Nova Scotia) nach Vancouver (British Columbia), eine Strecke von 6.720 km, in einem Reo Special Tourenwagen von 1912. Als die Straßen in Kanada unpassierbar waren, fuhren sie auch ein kurzes Stück durch den nordöstlichen Teil von Washington.
Von 1915 bis 1925, unter Scotts Leitung, blieb Reo profitabel. 1925 aber begann Scott, wie viele seiner zeitgenössischen Konkurrenten, ein ambitioniertes Expansionsprogramm, um das Unternehmen wettbewerbsfähiger durch Angebote in allen Preiskategorien zu machen. Dies führte 1927 auch zur Einführung einer neuen Marke unterhalb des Reo Flying Cloud, dem Wolverine. Das Fahrzeug erschien optisch als verkleinerte Ausführung des Flying Cloud mit eigener Kühlermaske und Radkappen. Es war aber, anders als dieser, aus Komponenten verschiedener Lieferanten zusammengebaut ("Assembled Car") und hatte auch einen von Continental zugekauften Motor. Die Verkäufe entwickelten sich nicht zufriedenstellend und die Marke wurde bereits Mitte 1928 wieder eingestellt. Der Wolverine erhielt ein etwas längeres Fahrgestell, eine stärkere Version des Continental-Sechszylinders und wurde ab Dezember 1928 als Reo Flying Cloud Mate verkauft; der bisherige Flying Cloud erhielt die Zusatzbezeichnung Master. Das Scheitern des Expansionsprogramms und die Weltwirtschaftskrise verursachten so große Verluste, dass R. E. Olds im Laufe des Jahres 1933 wieder in die Geschäftsleitung zurückkehrte. Bereits 1934 aber zog er sich wieder zurück. Ab 1937 baute Reo keine Personenwagen mehr und konzentrierte sich ganz auf die Herstellung von LKWs.

### Modelle
| Modell              | Bauzeitraum | Zylinder | Leistung                 | Radstand (mm) |
| ------------------- | ----------- | -------- | ------------------------ | ------------- |
| One Cylinder        | 1905–1910   | 1        | 7,5–12 bhp (5,5–8,8 kW)  | 1862–1981     |
| Two Cylinder        | 1905–1910   | 2 Reihe  | 16–22 bhp (11,8–16,2 kW) | 2235–2438     |
| Four-24             | 1906        | 4 Reihe  | 24 bhp (17,6 kW)         | 2540          |
| Four-35             | 1910        | 4 Reihe  | 35 bhp (26 kW)           | 2743          |
| 25                  | 1911        | 4 Reihe  | 22,5 bhp (16,5 kW)       | 2489          |
| 30                  | 1911        | 4 Reihe  | 30 bhp (22 kW)           | 2743          |
| 35                  | 1911        | 4 Reihe  | 35 bhp (26 kW)           | 2743          |
| The Fifth           | 1912–1919   | 4 Reihe  | 35 bhp (26 kW)           | 2845–3048     |
| M                   | 1916–1918   | 4 Reihe  | 45 bhp (33 kW)           | 3200          |
| T-6                 | 1920–1926   | 6 Reihe  | 50 bhp (37 kW)           | 3048          |
| Flying Cloud        | 1927–1928   | 6 Reihe  | 65 bhp (48 kW)           | 3073          |
| Flying Cloud        | 1927–1928   | 6 Reihe  | 65 bhp (48 kW)           | 3073          |
| Flying Cloud Mate   | 1929        | 6 Reihe  | 65 bhp (48 kW)           | 2921          |
| Flying Cloud Master | 1929        | 6 Reihe  | 80 bhp (59 kW)           | 3073          |
| Flying Cloud 15     | 1930–1931   | 6 Reihe  | 60 bhp (44 kW)           | 2921–2946     |
| Flying Cloud 20     | 1930–1931   | 6 Reihe  | 80–85 bhp (59–62,5 kW)   | 3048          |
| Flying Cloud 25     | 1930–1931   | 6 Reihe  | 80–85 bhp (59–62,5 kW)   | 3150          |
| Flying Cloud 30     | 1931        | 8 Reihe  | 125 bhp (92 kW)          | 3302          |
| Royale 35           | 1931        | 8 Reihe  | 125 bhp (92 kW)          | 3429          |
| Flying Cloud 6–21   | 1932        | 6 Reihe  | 85 bhp (62,5 kW)         | 3073          |
| Flying Cloud 8–21   | 1932        | 8 Reihe  | 90 bhp (66 kW)           | 3073          |
| Flying Cloud 8–25   | 1932        | 8 Reihe  | 90 bhp (66 kW)           | 3175          |
| Royale 8–31         | 1932        | 8 Reihe  | 125 bhp (92 kW)          | 3327          |
| Royale 8–35         | 1932        | 8 Reihe  | 125 bhp (92 kW)          | 3429          |
| Flying Cloud        | 1933–1936   | 6 Reihe  | 85–95 bhp (62,5–70 kW)   | 2921–2997     |
| Royale 8            | 1933        | 8 Reihe  | 125 bhp (92 kW)          | 3327–3429     |
| Royale 6            | 1934        | 6 Reihe  | 95 bhp (70 kW)           | 3327–3429     |

### Reo Flying Cloud und Reo Royale

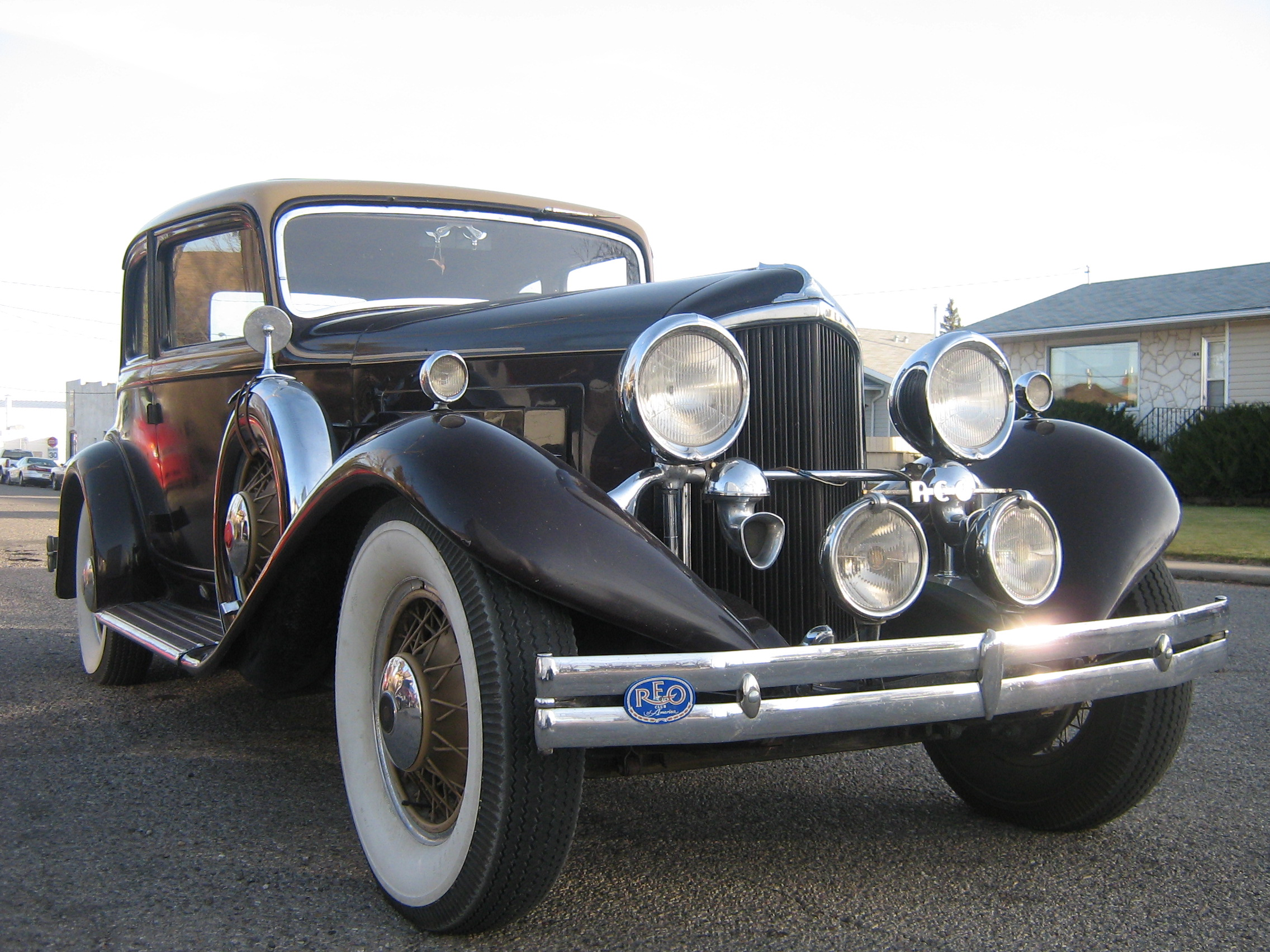
Reo Royale Victoria Eight (1931)

Reos bekannteste PKWs waren der Reo Flying Cloud, der 1927 eingeführt wurde, und der Reo Royale von 1931.
Der Flying Cloud war das erste Auto, das die neue hydraulisch betätigte Innenbackenbremse (Trommelbremse) von Lockheed besaß. Sein Styling hatte Fabio Segardi entworfen. Während man Ned Jordan die Änderung des Werbestils für Automobile mit seinen „Somewhere West of Laramie“-Werbungen für den Jordan Playboy zuschrieb, steht der Reo Flying Cloud – ein Name der an Geschwindigkeit und Leichtigkeit gemahnt – für die Änderung der Automobilnamen. Das letzte bei Reo gefertigte Auto war 1936 ein Flying Cloud.
Der Reo Royale von 1931 setzte Maßstäbe beim Design, da bei ihm erstmals Elemente eingeführt wurden, die die Stromlinie vorwegnahmen. Dieses Modell wurde bis 1935 angeboten. Beverly Rae Kimes, die Herausgeberin des Standard Catalog of American Cars, nennt den Royale den „berühmtesten Reo von allen“. Neben seiner von der Murray gefertigten und deren Chef-Designer Amos Northup entworfenen Karosserie bot der Royale den Kunden auch einen Reihenachtzylindermotor mit 125 bhp (92 kW) Leistung, einer neunfach gelagerten Kurbelwelle, einem neuen Schmiersystem und thermostatisch geregelten Kühlerklappen. Den Royale gab es ab Werk mit 3.327 mm oder 3.429 mm Radstand; ein Sondermodell von 1932 hatte sogar 3.861 mm Radstand. Auch hatte der Royale Reos Getriebe-Halbautomatik, den Self-Shifter.

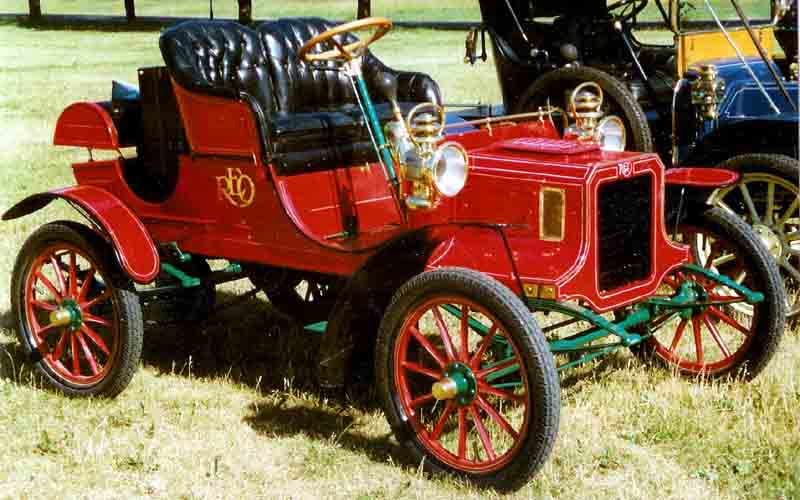
Reo Runabout (1906)
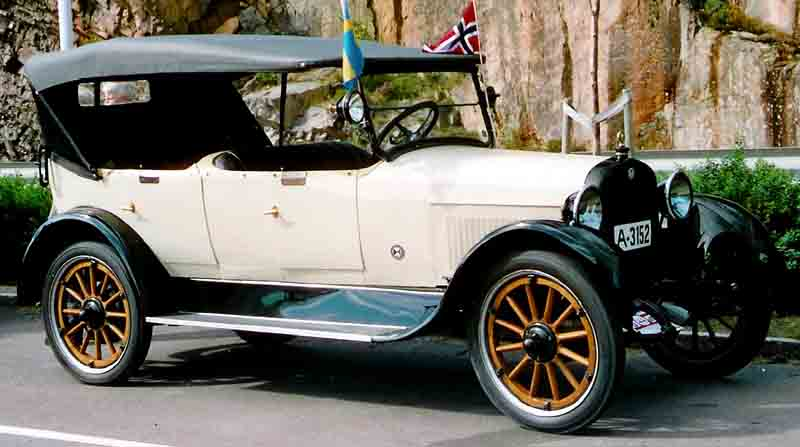
Reo Touring (1919)
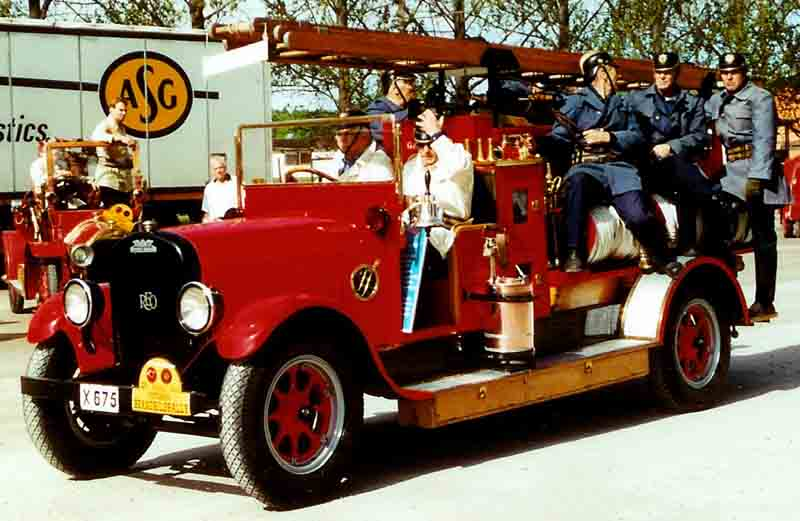
Reo Feuerwehrwagen
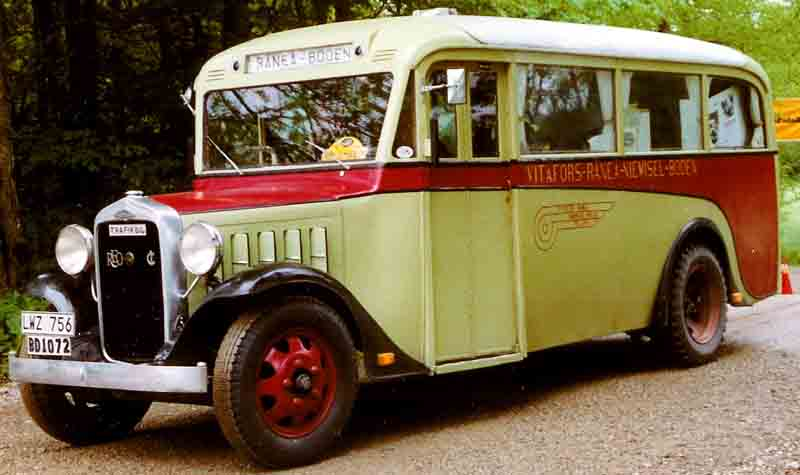
Reo Bus (1934)
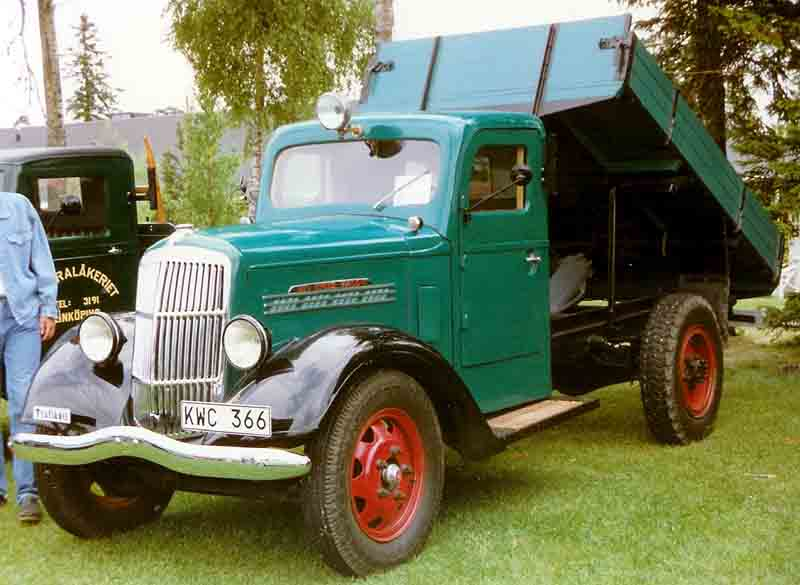
Reo Speed Wagon – LKW (1939)
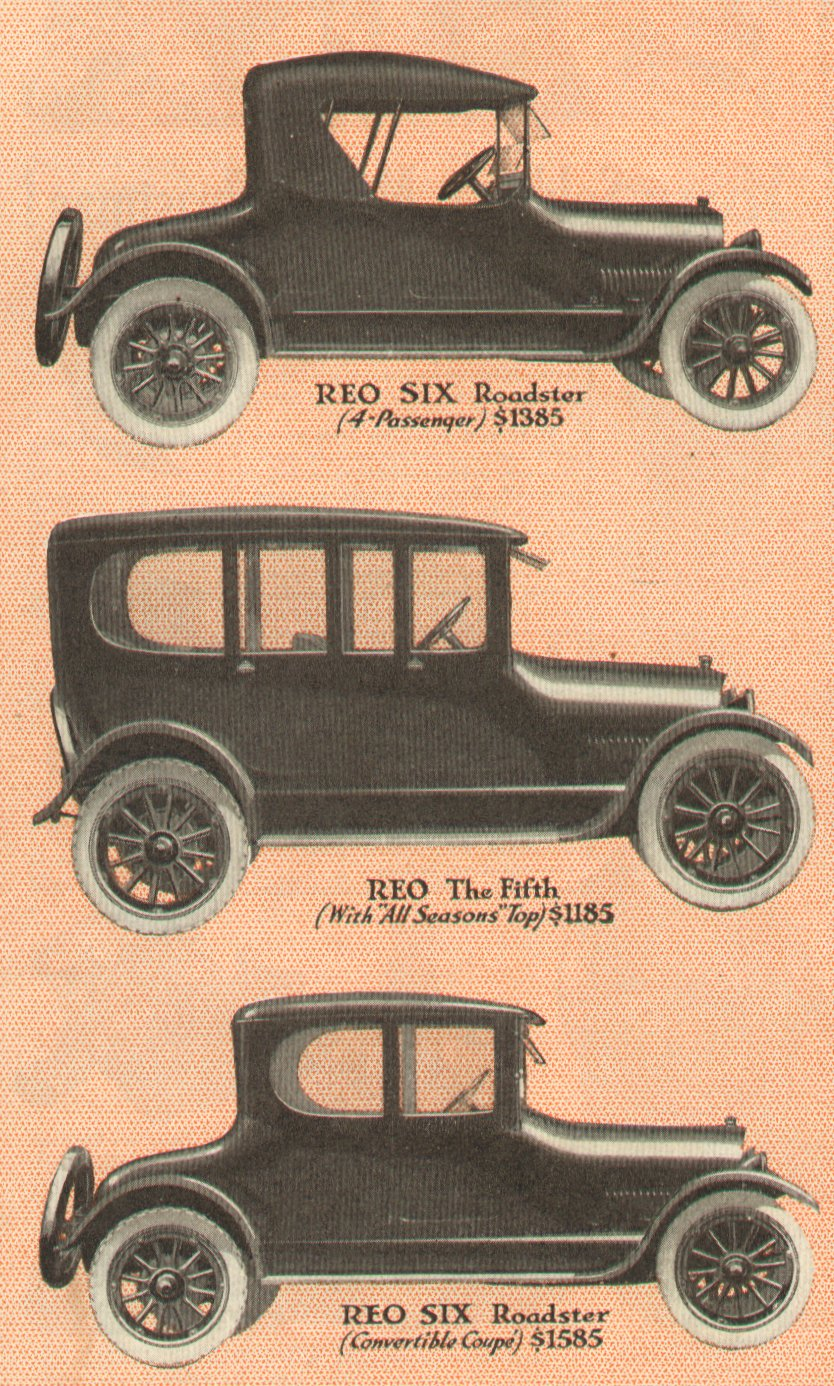
Ein Teil von Reos Modellpalette von 1917
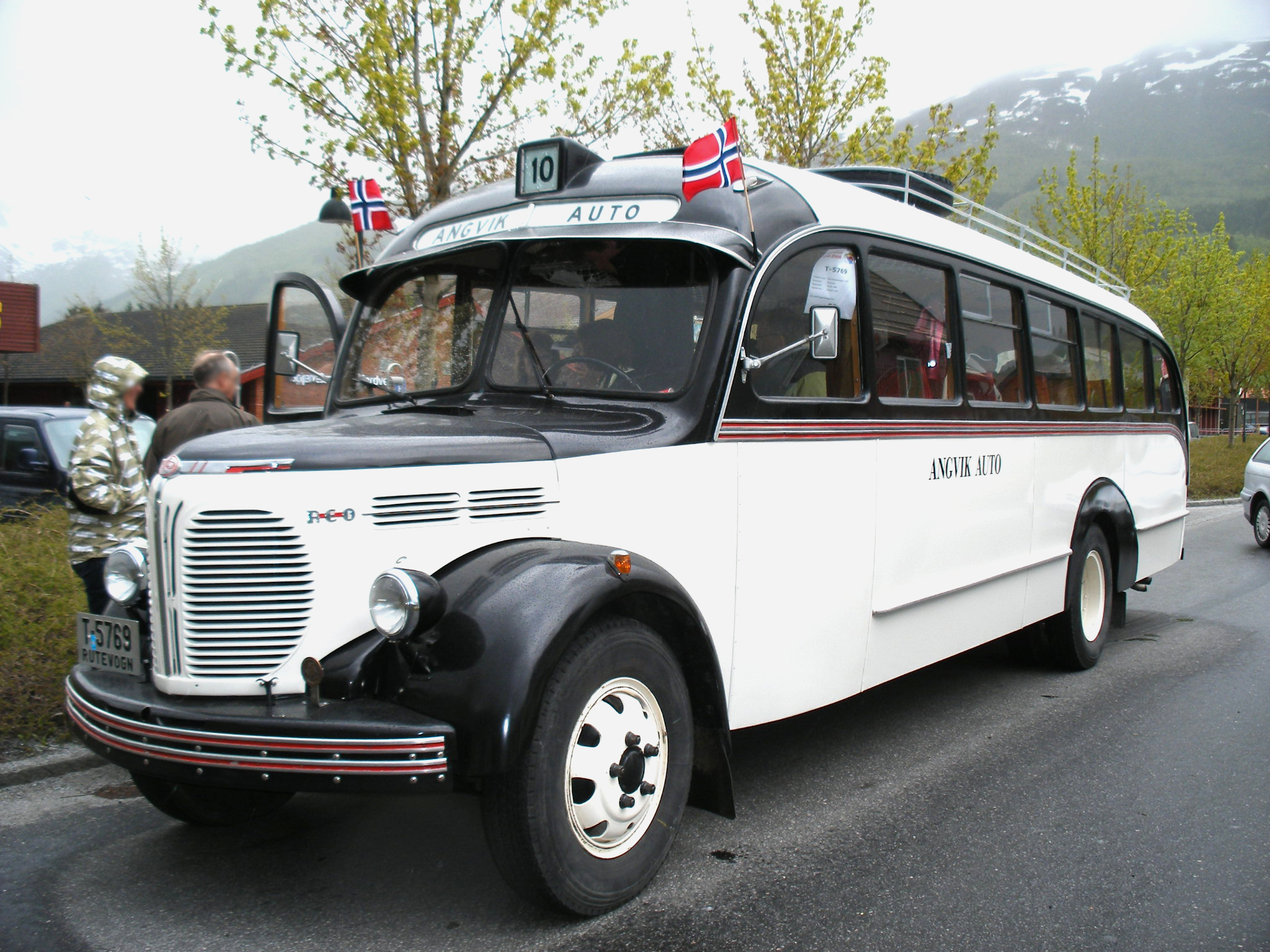
Reo-Bus in Norwegen

## Nach den Personenkraftwagen

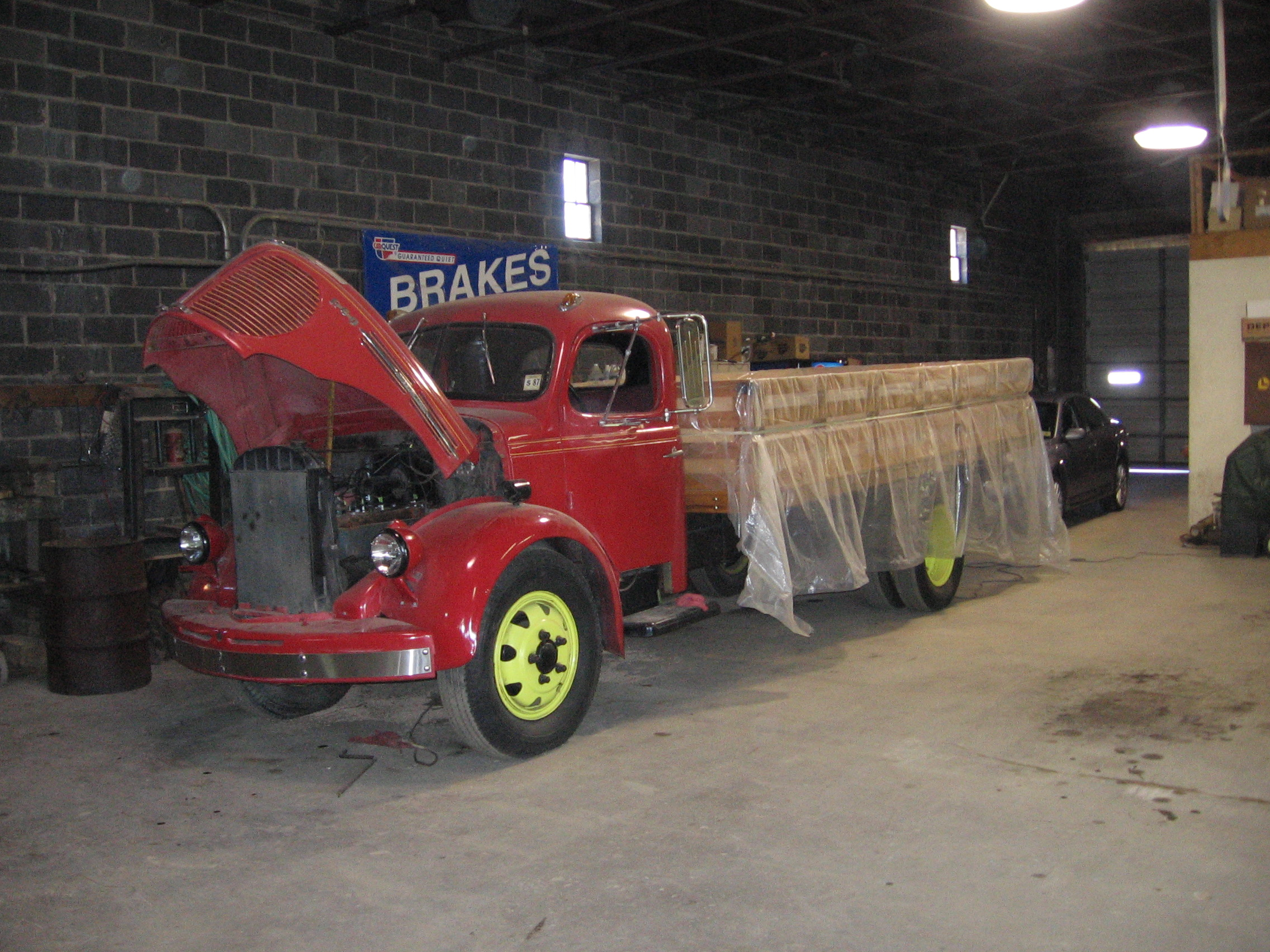
Reo-LKW (ca. 1946) in South Hill (Virginia)

Auch wenn die LKW-Bestellungen während des Zweiten Weltkrieges das Unternehmen am Leben erhielten, stand es in der Nachkriegszeit auf wackligen Beinen, sodass man einen Konkurs und einen Neuanfang versuchte. Etwa zu der Zeit kamen Rasenmäher dazu. 1954 erzielte die Gesellschaft immer noch kein befriedigendes Ergebnis und verkaufte die gesamte Fahrzeugfertigung an die Bohn Aluminium and Brass Company in Detroit. Drei Jahre später, 1957, wurde die Gesellschaft eine Tochter der White Motor Company. White vereinigte Reo dann 1967 mit Diamond T Trucks zur Diamond-Reo Trucks, Inc. 1975 musste auch diese Gesellschaft Konkurs anmelden und wurde komplett aufgelöst.

## Reo in Film und Musik
- Die Band REO Speedwagon leitete ihren Namen vom Leicht-LKW Reo Speed Wagon, einem Vorläufer der Pick-ups, ab.
- Ein Reo wird in James Thurbers komischer Kurzgeschichte The Car We Had to Push (dt.: Das Auto, das wir schieben mussten) erwähnt. Dort wird die Geschichte von Thurbers Familienlimousine erzählt, die nur ansprang, wenn man sie eine lange Strecke schob. Nach etlichen unangenehmen Abenteuern wurde der Wagen von einem Eisenbahnwagen zerstört.[8]
- In dem Western Big Jake mit John Wayne von 1971 kommen gleich drei REO Roundabout vor. Der Film spielt im Jahre 1909 und es wird auf die Vorzüge des Automobiles gegenüber den Pferden verwiesen, was jedoch später teilweise ad absurdum geführt wird.
- In Episode 5[9] der achten Staffel Murdoch Mysteries "Murdoch Takes Manhattan"[9] wird ein REO Runabout[10] als Tatwaffe für einen Mord mit Kohlenmonoxid genutzt.